# Trataka
Trataka (Sanskriet, त्राटक, trāṭaka) is een van de zes shatkarma's uit de kriya's in hatha yoga. Van kriya's wordt beweerd, dat ze het lichaam reinigen door het prikkelen van de afscheidingsmechanismen van het lichaam.
Met trataka wordt het langdurige staren naar een bepaald punt of een bepaald object bedoeld, zoals het op 1 tot 3 meter afstand staren naar een kaarslicht, zonder dat met de oogleden geknipperd wordt. Trataka zou helpen, door met de geprovoceerde tranen de ogen te reinigen, moeheid weg te nemen en het zicht te verbeteren. Naast de reiniging zou de trataka ook de ontwikkeling van de concentratie bevorderen. En wordt van de trataka beweerd dat er het derde oog mee geopend zou worden, in yoga het ajna chakra, waardoor het tot helderziendheid zou leiden.
Kriya's zijn in het algemeen omstreden en sommige kunnen gevaarlijk zijn. Zowel in India als in het Westen zijn er yogascholen die de reinigingstechnieken wel en die ze niet uitoefenen en verschillen de meningen of de kriya's in de huidige tijd nog van waarde zijn. Voor de ogen is de trataka een grote inspanning die - vergelijkbaar met langdurig werken voor een beeldscherm - het zicht kan schaden. Het blik lange tijd leeg in de verte te laten zweven is daarentegen ontspannend voor de ogen en ongevaarlijk.